# 誠の群像 -新選組流亡記-
『誠の群像 -新選組流亡記-』（まことのぐんぞう しんせんぐみりゅうぼうき）は宝塚歌劇団のミュージカル作品。
原案は司馬遼太郎の『燃えよ剣』と『新選組血風録』。
1997年・星組の併演作品は『魅惑II』 -ネオ・エゴイスト!-、2018年・雪組は『SUPER VOYAGER!』 -希望の海へ-。

## 公演データ
星組公演
1997年5月9日 - 6月23日（新人公演：6月10日）に宝塚大劇場で上演。
1997年8月3日 - 8月30日（新人公演：8月12日）に東京宝塚劇場で上演。
形式名は「幕末ロマン」。17場。
宝塚公演の特別出演者は立ともみ（専科所属）。
雪組公演
2018年3月23日(金) から4月15日(日)まで全国ツアーで公演。
形式名は「幕末ロマン」。
| 公演日      | 公演場所                                           |
| 3月23日(金) | 梅田芸術劇場メインホール（大阪府）                 |
| 3月24日(土) | 梅田芸術劇場メインホール（大阪府）                 |
| 3月25日(日) | 梅田芸術劇場メインホール（大阪府）                 |
| 3月28日(水) | レクザムホール〈香川県県民ホール〉                 |
| 3月30日(金) | 相模女子大学グリーンホール（神奈川県）             |
| 3月31日(土) | 相模女子大学グリーンホール（神奈川県）             |
| 4月1日(日)  | 相模女子大学グリーンホール（神奈川県）             |
| 4月3日(火)  | 新潟県民会館                                       |
| 4月4日(水)  | 上越文化会館（新潟県）                             |
| 4月5日(木)  | サントミューゼ上田市交流文化芸術センター（長野県） |
| 4月7日(土)  | 仙台銀行ホール イズミティ21（宮城県）              |
| 4月8日(日)  | 仙台銀行ホール イズミティ21（宮城県）              |
| 4月10日(火) | 荘銀タクト鶴岡〈鶴岡市文化会館〉（山形県）         |
| 4月12日(木) | 北上さくらホール（岩手県）                         |
| 4月14日(土) | ニトリ文化ホール（北海道）                         |
| 4月15日(日) | ニトリ文化ホール（北海道）                         |
| ----------- | -------------------------------------------------- |

## スタッフ

### 1997年・星組（スタッフ）
※氏名の前に「宝塚」、「東京」の文字がなければ両公演共通。
- 作・演出 - 石田昌也
- 作曲・編曲 - 西村耕次
- 編曲 - 小高根凡平
- 音楽指揮 - 宝塚：小高根凡平、東京：清川知己
- 振付 - 花柳芳次郎、藍エリナ
- 殺陣 - 菅原俊夫
- 装置 - 石濱日出雄
- 衣装 - 有村淳
- 照明 - 宝塚：勝柴次朗、東京：安藤俊雄（仏教学者ではない）
- 音響 - 加門清邦
- 小道具 - 伊集院撤也
- 効果 - 切絵勝
- 演出助手 - 藤井大介、荻田浩一
- 振付助手 - 朝みち子
- 装置補 - 広森守
- 照明補 - 安藤俊雄
- 舞台進行 - 森田智広
- 舞台監督 - 東京：伏見悦男、東京：田島准、東京：柴田尚（ドラマーではない）、東京：沖恵、東京：染谷信幸
- 演奏 - 宝塚：宝塚管弦楽団、東京：東宝オーケストラ
- 製作担当 - 東京：白杵吉春
- 制作 - 木場健之
- 衣装生地提供 - 株式会社クラレ
- 演出担当（新人公演）：藤井大介

## 主な配役

### 1997年・星組（配役）
※「（）」の人物は新人公演。
- 土方歳三 - 麻路さき（音羽椋）
- お小夜 - 月影瞳（妃里梨江）
- 山南敬助、榎本武揚 - 稔幸（朝宮真由）
- 勝海舟 - 紫吹淳（眉月凰）
- 沖田総司 - 絵麻緒ゆう（朝澄けい）
- 近藤勇 - 千秋慎（高央りお）
- 芹沢鴨 - 立ともみ（紫蘭ますみ）

### 2018年・雪組（配役）
- 土方歳三 - 望海風斗
- お小夜 - 真彩希帆
- 山南敬助／榎本武揚 - 彩風咲奈

- 芹沢鴨／高松凌雲 - 夏美よう
- 近藤勇 - 奏乃はると
- お光 - 早花まこ
- お梅 - 沙月愛奈
- 八重 - 千風カレン
- 山崎烝 - 透真かずき
- 勝海舟 - 彩凪翔
- お小夜の母 - 笙乃茅桜
- 斎藤一／黒田了介 - 煌羽レオ
- 近江の女中 - 杏野このみ
- 女将 - 愛すみれ
- 谷三十郎 - 桜路薫
- 原田左之助 - 天月翼
- 明里 - 朝月希和
- お悠 - 妃華ゆきの
- 永倉新八 - 真地佑果
- 沖田総司 - 綾凰華
- 井上源三郎 - 叶海世奈
- 藤堂平助 - 鳳華はるな
- お加代 - 彩みちる
- 堀内伊助 - 眞ノ宮るい
- 高田清作 - 彩海せら